# Mérignies
Mérignies é uma comuna francesa na região administrativa de Altos da França, no departamento do Norte. Estende-se por uma área de 8.61 km². Em 2010 a comuna tinha 3 271 habitantes (densidade: 379,9 hab./km²).